# Makinen, Minnesota
Makinen là một cộng đồng chưa hợp nhất thuộc quận St. Louis, tiểu bang Minnesota, Hoa Kỳ. Năm 2010, dân số của địa phương này là 1.310 người.